# 암살단 (영화)
《암살단》(영어: The Parallax View)은 미국에서 제작된 1974년 정치 스릴러 영화이다. 앨런 J. 퍼쿨라가 연출과 제작을 맡고, 워런 비티 등이 출연하였다.

## 출연진
- 워런 비티
- 폴라 프렌티스
- 흄 크로닌
- 윌리엄 대니얼스
- 케네스 마스
- 월터 맥긴
- 켈리 소슨
- 짐 데이비스
- 빌 매키니
- 스테이시 키치 시니어
- 앤서니 저비
- 윌리엄 조던
- 에드워드 윈터
- 얼 하인드먼
- 조 앤 해리스
- 포드 레이니
- 리처드 불

## 기타 제작진
- 협력 제작: 찰스 H. 매과이어
- 배역: 앨릭시 고딘, 조 스컬리
- 미술: 조지 젱킨스
- 의상: 프랭크 톰프슨